# The Centennial Light

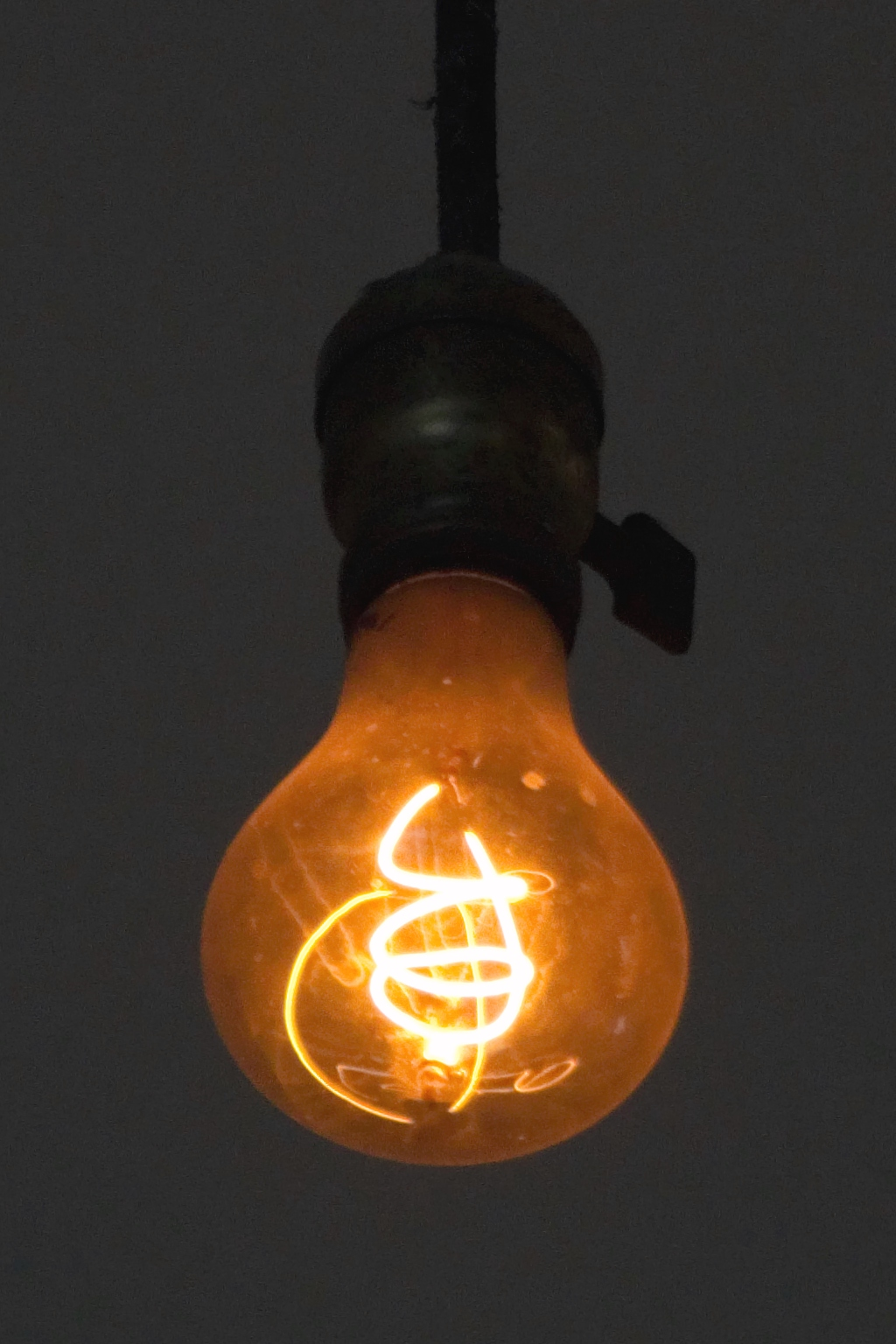
The Centennial Light

The Centennial Light (svenska: Hundraårslampan) är världens längst varaktiga glödlampa. Den finns på East Avenue, Livermore, Kalifornien, USA, på brandstationen Livermore-Pleasanton Fire Department. Brandstationen säger att lampan är från 1890-talet, första gången tänd 1901 och endast har stängs av ett fåtal gånger. På grund av dess livslängd har lampan omskrivits av Guinness Rekordbok, Ripley's Believe It or Not! och General Electric. Den är ofta angiven som bevis för "inbyggt åldrande" (produkter som är gjorda för att gå sönder snabbare så att fler exemplar kan säljas) hos nyare glödlampor.

## Historia
The Centennial Lights, som har en effekt på fyra watt tillverkades genom glasblåsning i Shelby, Ohio, av Shelby Electric Company under det sena 1890-talet; många likadana lampor finns fortfarande kvar i fungerande form. Enligt Zylpha Bernal Beck donerades lampan 1901 till brandkåren av hennes pappa Dennis Bernal. Bernal ägde Livermore Power and Water Company och donerade lampan till stationen när han sålde företaget. Beskrivningen har blivit bekräftad av flera brandmän från den tiden.
Lampan har hängt på åtminstone fyra olika platser. Den hängdes först upp 1901 i en byggnad för vattenslangar på L Street, senare flyttades den till ett garage i centrala Livermore vilket användes av brand- och poliskårerna. När brandkårerna förenades flyttades lampan på nytt, denna gången till ett nybyggt rådhus för de förenade kårerna.
Dess ovanligt långa livstid blev först uppmärksammad 1972 av reportern Mike Dunstan. Efter att ha intervjuat folk som levt i Livermore hela sina liv skrev han artikeln "Light Bulb May Be World's Oldest" ("Glödlampa kan vara världens äldsta") som blev publicerad i  Tri-Valley Herald. Dunstan kontaktade Guinness Rekordbok, Ripley's Believe It or Not!, och General Electric, vilka alla bekräftade att lampan var den äldsta. 1976 tog brandkåren med sig lampan när de flyttade till brandstation #6; istället för att skruva ut lampan med risk för att skada den skars elsladden av. Den var utan elektricitet i 22 minuter under flytten som gjordes med hjälp av en låda tillverkad för ändamålet och eskort av brandbilar. En elektriker var på plats för att koppla in lampan på den nya brandstationens nödgenerator. Enligt Ripley's Believe It or Not! så påverkas lampans rekord för oavbrutet lysande inte av det korta avbrottet. 2001 firades lampans hundraårsfödelsedag med grillning och livemusik. År 2009 hade lampan inte stängs av på över 32 år; innan dess hade den endast varit släckt under korta perioder som till exempel en vecka 1937 på grund av renovering och korta strömavbrott (vilken inte kommer att hända fler gången nu efter att den är kopplad till en nödgenerator), etcetera.
Lampan underhålls av Centennial Light Bulb Committee, en samverkan mellan Livermore-Pleasanton Fire Department, Livermore Heritage Guild, Lawrence Livermore National Laboratories, och Sandia National Laboratories. Livermore-Pleasanton Fire Department planerar att behålla lampan så länge den fungerar, oavsett livslängd. Det finns inga planer för vad som händer efter den slocknat, fast Ripley's Believe it or Not! bett om att få den till sitt museum. Lampans långa livstid har tillskrivits dess låga effekt, nästan oavbrutna användande och dedikerade nätaggregat.

## Publicitet
Lampan blev officiellt listad i Guinness Rekordbok som "den mest hållbara lampan" 1972 då den ersatte en glödlampa från Fort Worth, Texas. Lampan var med i de 16 efterföljande böckerna. Den var inte med 1988–2006, utan någon angiven anledning, men kom tillbaka 2007.
Enligt brandchefen så skriver tidningar om lampan med några månaders mellanrum vilket ger upphov till nya besökare och nytt intresse för att senare glömmas bort för ett tag. Ett dussin veckotidningar och nyhetstidningar har skrivit artiklar om lampan. Lampan har blivit besökt och omskriven av flera stora nyhetskanaler i USA, bland annat NBC, ABC, Fox, CBS, WB, CNN och NPR. Lampan har mottagit brev som erkänner och firar dess långa livslängd från staden Shelby, Ohio, Alameda County Board of Supervisors (motsvarar ungefär kommunfullmäktige), California State Assembly, the California State Senate, kongressledamoten Ellen Tauscher, senatorn Barbara Boxer och presidenten George W. Bush. Lampan var med i ett avsnitt av MythBusters 13 december 2006; i dokumentären Livermore som producerades av Public Broadcasting Service (PBS) och den nämndes även kort i Warehouse 13 i avsnittet "Regrets".